# Manuel Peñalver
Manuel Peñalver Aniorte (Torrevieja, 10 de diciembre de 1998) es un ciclista profesional español. Desde 2024 corre para el equipo italiano Team Polti VisitMalta de categoría UCI ProTeam.

## Palmarés
2018
- 1 etapa del Tour de China I

2025
- 1 etapa de la Vuelta al Lago Qinghai

## Equipos
- Trevigiani Phonix-Hemus 1896 (2018)
- Burgos-BH[1][2] (2019-2023)
- Team Polti (2024-)
  - Team Polti Kometa (2024)
  - Team Polti VisitMalta (2025-)